# اویولارز
اویولارز (به فرانسوی: Auvillars) یک کمون (فرانسه) در فرانسه است که در canton of Cambremer واقع شده‌است. اویولارز ۱۱٫۶۲ کیلومتر مربع مساحت دارد ۱۰۰ متر بالاتر از سطح دریا واقع شده‌است.